# Веринг (район Вены)
Веринг (нем. Währing) — 18-й район Вены. Расположен в северо-западной части города. В районе расположены нескольно иностранных посольств. Кроме того, Веринг стал местом, где были первоначально похоронены композиторы Людвиг ван Бетховен и Франц Шуберт.
Площадь района составляет 6,3 км², население — 51 327 человек (1 января 2021), плотность населения — 8113 чел./км².

## Расположение
Веринг находится на северо-западе Вены и занимает 6,28 км² на склонах Венского Леса между кольцевой магистралью Гюртель и Хёэн-штрассе (Höhenstraße). С севера он граничит с 19-м районом (Дёблинг), с востока — с 9-м (Альзергрунд) и с 17-м районом (Хернальс) на юге и на западе. Район расположен по обеим сторонам Верингского ручья (Währingerbach).

## Этимология
Впервые район Веринг упоминается в документах в 1170 году под названием Warich. О происхождении имени можно только догадываться. Возможно название Веринг имеет славянское происхождение. Некоторые учёные прослеживают Warich до названия водоёма или реки: < *varika от славянского varъ — тёплая вода. Другая вероятная версия происхождения названия Веринг — германская от Warich (поле определённого размера, обрабатываемое одним человеком за день). Ещё одна версия предлагает в качестве источника происхождения названия района имя Werigandus. Werigandus был первым настоятелем монастыря Михельбоерн, расположенного в соседнем районе Альзергрунд.

## Кладбища

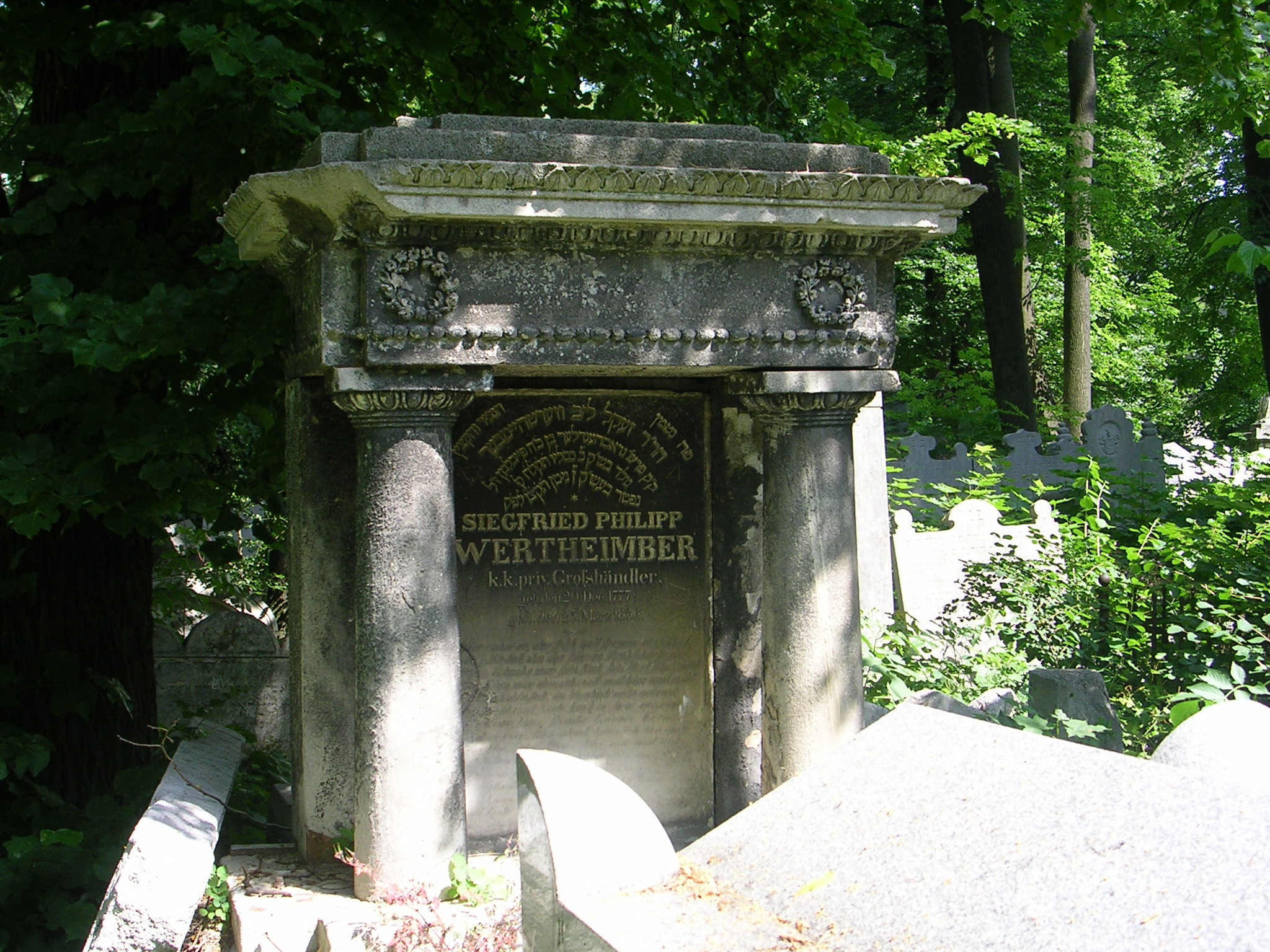
Надгробие в египетском стиле на Еврейском кладбище Веринга

В Веринге расположено несколько знаменитых венских кладбищ. Первое из них, Верингское кладбище, ныне известное как Парк Шуберта, является местом первоначального захоронения композиторов Людвига ван Бетховена и Франца Шуберта. Могилы обоих композиторов были перенесены на центральное кладбище Вены в 1888 году. Тем не менее, здесь остался бюст Шуберта, установленный на месте его первого упокоения. Бюст был изготовлен скульптором Йозефом Диалером. Эпитафия, написанная Францем Грильпарцером, гласит: «Здесь похоронено бесценное сокровище. Но ещё более он унёс с собой надежд» (нем. Die Tonkunst begrub hier einen reichen Besitz aber noch viel schönere Hoffnungen)
Еврейское кладбище Веринга было открыто в 1784 году и было главным местом захоронения членов венского Общества еврейской культуры. В прежние годы кладбище располагалось в границах Веринга, но в наши дни из-за изменения границ района оно оказалось в районе Дёблинг, хотя и сохранило историческое название. За исключением кладбища Святого Марка, оно является последним оставшимся кладбищем Вены в стиле Бидермейер. После закрытия в 1880-е годы оно было частично разрушено в годы нацистской Германии и сейчас лишь частично доступно для посещения из-за всё большего обветшания. Начиная с 2006 года местыми и федеральными политиками и рядом экспертов поднимается вопрос возможной реставрации кладбища.

## Население
Численность населения Веринга в последнее столетие сильно колебалась, в первые десятилетия XX века наблюдался быстрый рост, но затем последовал период стабильного сокращения числа жителей, продолжающийся со времён Второй мировой войны по настоящее время. Меньше всего жителей в районе проживало в 1869 году (17879 человек), высшее значение было зафиксировано в 1910 году (87658 человек). В 2006 году население района составляло 47391 чел.
В честь Веринга назван астероид (226) Верингия, который был открыт 19 июля 1882 года австрийским астрономом Иоганном Пализой в обсерватории города Вена.
| Год  | Численность |
| ---- | ----------- |
| 2005 | 46921       |
| 2006 | 47291       |
| 2007 | 47333       |
| 2008 | 47478       |

| Год  | Численность |
| ---- | ----------- |
| 2009 | 47619       |
| 2010 | 47693       |
| 2011 | 47575       |
| 2012 | 47632       |

| Год  | Численность |
| ---- | ----------- |
| 2013 | 48162       |
| 2014 | 48365       |
| 2015 | 49178       |
| 2016 | 50283       |

| Год  | Численность |
| ---- | ----------- |
| 2017 | 51128       |
| 2018 | 51647       |
| 2019 | 51587       |
| 2020 | 51497       |